# Bytowo (powiat stargardzki)
Bytowo (niem. Butow) – wieś w Polsce położona w województwie zachodniopomorskim, w powiecie stargardzkim, w gminie Dobrzany, położona 5,5 km na północny wschód od Dobrzan (siedziby gminy) i 33 km na wschód od Stargardu (siedziby powiatu). Wieś położona jest nad Jeziorem Bytowskim.
W latach 1945–54 istniała gmina Bytowo. W latach 1975–1998 miejscowość administracyjnie należała do województwa szczecińskiego.

## Zabytki
- pałac, park pałacowy[4].